# Nélson António Soares da Gama
Nélson António Soares da Gama, meglio noto come Toni (Bissau, 2 agosto 1972), è un ex calciatore portoghese con cittadinanza guineense, di ruolo attaccante.

## Palmarès

### Club

#### Competizioni nazionali
- Campionato portoghese: 2

Porto: 1991-1992, 1992-1993
- Supercoppa di Portogallo: 2

Porto: 1991, 1993

### Nazionale
- Campionato mondiale Under-20: 1

Portogallo 1991